# Johann Geyling
Johann Geyling (auch: Johann Gayling, Johann Geiling; * 26. Juni 1495 in Ilsfeld; † 24. Januar 1559 in Großbottwar) war ein deutscher lutherischer Theologe und Pfarrer.

## Leben
Johannes Geyling wurde von seinem Vater auf die Lateinschule in seinem Heimatort geschickt. Ab 1513 studierte er an der Universität Heidelberg die Sieben Freien Künste.
Nachdem er 1515 an der Universität Wittenberg, an der Universität Erfurt und 1520 an der Universität Tübingen studiert hatte, wurde er Pfarrer. Seine erste Pfarrstelle war in Ilsfeld, von wo er um 1523 während der österreichischen Besatzung Württembergs aber vertrieben wurde. Auf Anregung Dietrichs von Gemmingen († 1526) kam er danach als Hofprediger des aus seinem Land vertriebenen Herzogs Ulrich nach Mömpelgard. 1525 gehört er zu den Unterzeichnern des Syngramma Suevicum von Johannes Brenz. 1528 war er Pfarrer an der Stadtkirche in Feuchtwangen. Als Herzog Ulrich 1534 wieder württembergischer Herrscher wurde, führte Geyling in Weinsberg die Reformation durch. 1548 wurde er infolge des Augsburger Interims in Weinsberg abgesetzt und fand 1549 kurzzeitig in Löwenstein Zuflucht. Schließlich kam er 1552 als Pfarrer nach Großbottwar, wo er 1559 starb.